# 손 산
손 산(Son Sann, 1911년 10월 5일 ~ 2000년 12월 19일)은 캄보디아 출신의 정치가이자 반공산주의 저항세력의 지도자이다. 손 산은 1911년 캄보디아의 프놈펜에서 출생, 프랑스로 건너가 파리고등상업학교를 졸업하고 귀국하였다. 캄보디아로 돌아온 후 1967년부터 1968년까지 부총리를 역임하였다. 1997년 손 산은 다시 파리로 건너간 후 2000년, 지병인 심장병으로 사망하였다.

## 경력
손 산은 1911년 프놈펜에서 태어났다. 손 산의 가족은 크메르 크롬으로 그의 부모는 베트남 짜빈 성에서 온 부유한 지주 계층이었다. 손 산의 아버지 손 사하는 손 산이 태어나기 전에 모니퐁 국왕의 형제인 시소와트 소우파노퐁의 관리로 일하기 위해 캄보디아로 이주해 왔다. 손 산은 어릴 적에는 프놈펜에서 이후에는 파리에서 공부를 했으며, 그곳에서 1933년 HEC 경영 대학원(École des Hautes Études Commerciales)을 졸업하였다.
1967년 총리로 임명되었는데 불과 7개월 만에 해임된다. 1970년 우파 론 놀 장군의 쿠데타로 파리로 망명을 하였다.
1978년 그는 태국과 캄보디아 국경에서 크메르 인민자유전선 (KPNLF)을 결성했으며, 1979냔 베트남이 캄보디아를 침고하자 반공산주의 피난자들을 결속했다.
1980년경 파리에서 귀국해 KPNLF을 조직하고, 독립 운동을 시작한다. 처음에는 세 파 연합에 폴 포트 파가 포함되어 있는 것에서 반대했지만 결국 연합에 동의한다.
1993년 6월 헌법 제정 의회 의장으로 선출되어 같은 해 9월 신헌법 발효될 때까지 의장을 역임했다.
1998년, 불교자유민주당을 탈당하면서, 손산 당을 결성하고 의장으로 취임하였다. 1999년 1월 15일 손산 당은 펑신펙 당에 흡수 합병된다.
2000년 12월 19일 프랑스 파리에서 심장 마비로 89세의 나이로 사망한다. 12월 31일 시아누크 국왕의 주최로 프놈펜 시내에서 장례식이 열렸다.

## 전기
- Corfield, Justin J. (1994). 《Khmers stand up! – A history of the Cambodian government 1970-1975》. Centre of Southeast Asian Studies, Monash University. ISBN 0732605652.